# Temelucha tenerifensis
Temelucha tenerifensis är en stekelart som beskrevs av Sedivy 1993. Temelucha tenerifensis ingår i släktet Temelucha och familjen brokparasitsteklar. Inga underarter finns listade i Catalogue of Life.